# Jack in the Box (Satie)
Pour les articles homonymes, voir Jack in the Box.
Jack in the Box est une composition pour piano en trois mouvements d'Erik Satie, écrite en 1899.

## Présentation
Jack in the Box est composé à l'origine pour être une musique d'accompagnement pour une pantomime d'après un argument de Jules Depaquit, mais le spectacle n'a pas lieu. La partition, écrite en 1899, est ensuite déclarée perdue par Satie. Finalement retrouvée, Darius Milhaud en réalise une orchestration qui est mise en ballet par George Balanchine pour les ballets russes de Serge de Diaghilev, à l'occasion du 60e anniversaire de la naissance du musicien, en juin 1926.
La partition de la version originale pour piano est publiée quelques années après, en 1929, chez Universal Edition. 

## Structure
L’œuvre, d'une durée d'exécution de six minutes environ, comprend trois mouvements , véritables « pièces de music-hall rythmées, alertes et enthousiastes » :
1. Prélude
2. Entr'acte
3. Final

## Discographie
- Tout Satie ! Erik Satie Complete Edition[4], CD 6, Aldo Ciccolini (piano), Erato 0825646047963, 2015.

### Ouvrages généraux
- Guy Sacre, La musique pour piano : dictionnaire des compositeurs et des œuvres, vol. II (J-Z), Paris, Robert Laffont, coll. « Bouquins », 1998, 2998 p. (ISBN 978-2-221-08566-0), p. 2405-2406.
- Adélaïde de Place, « Erik Satie », dans François-René Tranchefort (dir.), Guide de la musique de piano et de clavecin, Paris, Fayard, coll. « Les Indispensables de la musique », 1987, 867 p. (ISBN 978-2-213-01639-9, OCLC 17967083), p. 631.

### Monographie
- Vincent Lajoinie, Erik Satie, Lausanne, Éditions L'Âge d'Homme, 1985 (ISBN 978-2-8251-3228-9)